# أليكس بيترز
أليكس بيترز (بالإنجليزية: Alex Peters) هو دراج بريطاني، ولد في 31 مارس 1994 في لندن في المملكة المتحدة.

## وصلات خارجية
- أليكس بيترز على موقع الاتحاد الدولي للدراجات (الإنجليزية)
- أليكس بيترز على موقع أرشيف الدراجات (الإنجليزية)
- أليكس بيترز على موقع إحصائيات الدراجات الإحترافية (الإنجليزية)
- أليكس بيترز على موقع نسبة الدراجات (الإنجليزية)